# 山田五郎
山田 五郎（やまだ ごろう、1958年〈昭和33年〉12月5日 - ）は、日本の評論家で、編集者、タレント、コラムニスト、YouTuberでもある。
本名は 武田 正彦（たけだ まさひこ）。東京国立博物館評議員。イギリス古時計協会（AHS）アカデミー会員。ジュネーブ時計グランプリ財団（GPHG）元アカデミー会員。

## 来歴
静岡市出身の両親のもと、東京都渋谷区で、武田家の第1子・長男として生まれた。父親は旭化成株式会社勤務のサラリーマンである。海外勤務もあったという。父親の実家は木材商であった。妹と弟がいる。母方の親戚に日本画家の村松秀太郎がいる。
小学校は東京都の世田谷区立若林小学校に入学したが、低学年のころ、一家は父親の仕事の都合で兵庫県西宮市へ転居した。しかし西宮市での生活は短期間で終わり、小学校3年の時、一家で大阪府豊中市へ転居し、豊中市立原田小学校に転校した。中学校進学は地元の豊中市立第一中学校へ進学した。高校は大阪府立北野高等学校（第89期生、1977年〈昭和52年〉3月卒業生）へ進学。高校時代は美術の才能が際立っていたと、同窓生仲間が振り返っている。クラブ活動は文芸部や美術部に所属しており、懸賞小説に入選したりもしていた。大学在学中は、彼自身の学業成績が優秀であったのに加えて、イギリス駐在中の父親の付き添いで母親が渡英、小学児童の兄弟及び祖父母が要介護者の為、日本国内での所得がなく、高額な奨学金を含む手厚い学業支援を受けていた。兄弟同士で日々の食事を作るなどしていた。
大学受験では東京大学を目指したが失敗し、上智大学文学部新聞学科に進学。1977年（昭和52年）4月、進学に伴い上京。指導教官には何初彦がいた。もともと映画が好きで、映画の授業があったことが新聞学科を選ぶ動機だったが、1年生の時、バロック時代の美術に魅了され、美術史を勉強したいと思うようになる。大学に美術史専門の学科がなく、ザルツブルク大学への西洋美術史専攻での留学を勧められた。このとき相談に乗ってもらった教授の一人に、客員教授として同大学で教鞭を執っていた、ロックバンド「BARBEE BOYS」のメンバーいまみちともたかの父親（今道友信）がいる。留学したのは3年生の9月から4年生の9月までの1年間であった。ただ、蓋を開けてみれば、留学先での授業内容は日本で受けられるものとさほど変わらず、得るものは少なかった。田舎すぎてやることも無く、退屈な日々であったという。
帰国後、大学院へ進んで留学し直すことを検討していたが、相談した先輩たちの意見や父親の帰国と祖父の他界、兄弟の年齢等の生活環境の変化で、今までのような奨学金は受け取れなくなるなどがあり、進学を諦め就職活動に目標を切り替えた。美術系の就職口を狙っていたが、不景気で軒並み採用が無ったが、講談社への就職が決まる。卒業論文は「戦後野球漫画の様式的発展」であった。
1981年（昭和56年）4月、同社入社。内田勝が同社での最初の上司であった。講談社ほどの大手であれば素晴らしい美術書を作らせてもらえるのではないかと期待しての入社であったが、配属されたのは美術とは縁もゆかりも無い情報雑誌の編集部であった。ファッションに特別興味が無かったが、最初は若者ファッションの情報雑誌『ホットドッグ・プレス』の編集を担当することになった。そこで、好きでもない者が記事を作ってはいけないと考え、ファッション好きの自分を改めて造っていった。その後、『ソフィア』『チェックメイト』『TOKYO1週間』などといった情報雑誌を担当していった。『ホットドッグ―』では編集長を務めている。いとうせいこうは講談社での後輩であり、数年間は共に『ホットドッグ―』の編集部員であった。
テレビ出演のきっかけは、1991年（平成3年）、『タモリ倶楽部』のコーナー「今週の五つ星り」に出演していた赤井英和が降板することになり、同番組の構成作家で知り合いの高橋洋二から代役としての出演を急遽依頼されたことにある。当時の肩書は「お尻評論家」であった。同番組は音楽に合わせて女性が入れ替わり立ち替わり画面の前でお尻を振りまくるのが定番オープニングであり、そのお尻タレントのオーディション審査員としての、お尻評論家というわけである。このゲスト出演を皮切りに、バラエティ番組に多数出演するようになっていった。2004年（平成16年）6月に講談社を退社して独立する。当時45歳。その後は、フリーランスの編集者、評論家、タレント、コラムニストとして活動するようになった。
2011年（平成23年）9月8日、TBSラジオの情報バラエティ番組『荒川強啓 デイ・キャッチ!』の出演を取材名目で休む。翌週15日に復帰し、前週休んだ理由が初期の食道癌の治療（手術）であったことを明かした。当時52歳。
2021年（令和3年）1月7日、YouTubeチャンネル『山田五郎 オトナの教養講座』と、これに対応したTwitterアカウント『【公式】山田五郎 オトナの教養講座』を開設し、明くる1月8日付で、YouTubeチャンネルにて美術を主なテーマとした動画配信を開始する。同年4月30日には早くもYouTubeチャンネルの登録者数10万人突破記念のライブ配信を行っている。詳しくは下記「YouTubeチャンネル」節を参照のこと。
2024年（令和6年）10月4日、原発不明がんと診断され、抗がん剤治療を行っていることを自身のYouTubeチャンネルで公表した。
2025年（令和7年）7月17日、第17回伊丹十三賞を受賞した。

## 人物
- カトリック教徒[23]で、自宅近くの東京カテドラル聖マリア大聖堂[24]に通っている。
- 定刻に始まる仕事が苦手であり、学生のころはそれが原因でシフト勤務制になっているアルバイトは遅刻してクビになっていた[3][25]。そこで、通信教育の添削作業や、模擬試験の問題文に使うための例文を探し出す仕事、翻訳の下請けなどといった、締切はあるにしても自分都合で好きな時にできるアルバイトをやっていた[3][25]。就職してからはさすがにかなり克服したが、それでもしょっちゅう遅刻していてダメ社員のレッテルを張られていたと、山田は振り返る。指向としては今も昔と変わっておらず、時間を決めて待ち合わせをするなどといったことは億劫に感じてしまうという[25]。
- 趣味は、時計、鉱物、髑髏グッズ、鉄瓶などの収集、および、ギターの演奏。愛用時計は、パテック・フィリップのカラトラバ[26]、A.ランゲ&ゾーネのランゲ1 [27]、ブレゲのクラシック[26]、ジャガー・ルクルトのレベルソ[28]、オメガのデ・ヴィル[27]など。
- 黒澤明監督の映画『影武者』にエキストラ出演している。山田は撮影時、プライベートで陰部を火傷しており撮影は苛烈を極めたが、撮影の合間に黒澤に「（本名が武田であることから）君は武田信玄の末裔かね」と声を掛けられ嬉しかったという（信玄と山田に血縁関係は無い）。また用足しの周期が合うのか、黒澤とはトイレでよく連れションしたという[29]。

## エピソード
- 「山田五郎」という芸名は、山田が在籍していた雑誌編集部の落とし物コーナーに置かれていたモンブランの「PIX #75」という名の当時の高級シャープペンシルに由来する[30]。このシャープペンシルを万年筆と間違って記憶している人が多く、これまでに「万年筆」を前提にした質問を何度もされている[30]。万年筆メーカーからの取材まで来てしまうに到り、山田は間違いを正す必要を強く感じていた[30]。ウィキペディアの記事（つまり本項）も「万年筆」としていたため、他者を通じて改訂してもらったというのも、本人の言である[30]。
- 『タモリ倶楽部』のコーナー「今週の五つ星り」では、タモリに「ヒュフテヴィッセンシャフトラー・山田五郎教授」と紹介された[31]。また、『タモリのボキャブラ天国』では「美術評論家・山田五郎教授」という架空の肩書で出演していた。そのため、番組外でも「美術評論家」などの肩書で記事になったこともあった[32]。なお、"Hüftewissenschaftler（ヒュフテヴィッセンシャフトラー）" とは、ドイツ語で「尻」を意味する "Hüfte" と「学者」を意味する "Wissenschaftler" を組み合わせて「尻学者」の意味を持たせた造語である。

## 出演

### テレビ

#### レギュラー出演
- 出没!アド街ック天国（テレビ東京、1998年4月 - ）
- 山田五郎アワー『新マニア解体新書』（MONDO21）
- 東京暇人 TOKYO hi-IMAGINE（日本テレビ、2012年10月5日 - ）
  - 暇人ラヂオ〜hi-IMAGINE RADIO〜（日本テレビ、2017年4月 - ）
- ブルーピリオド『明日誰かに話したくなる!ブルピリ美術豆知識』（毎日放送、2021年10月2日 - ）

#### 不定期出演
- ぶらり途中下車の旅（日本テレビ）
- 探偵!ナイトスクープ（朝日放送）
- ネプリーグ (2007年8月20日-2014年2月10日、準レギュラー フジテレビ)

#### 番組終了
- タモリ倶楽部（テレビ朝日） - 初出演は1991年で、テレビ番組初出演であった。
- タモリのボキャブラ天国（フジテレビ）
- タモリの新・哲学大王!（フジテレビ）
- 輝け!噂のテンベストSHOW（読売テレビ、日本テレビ）
- 新テンベストSHOW（読売テレビ、日本テレビ）
- どっちの料理ショー（読売テレビ、日本テレビ）
- （特）情報とってもインサイト（TBS）
- きょう発プラス!（TBS）
- たほいや（フジテレビ）
- 週刊地球テレビ（テレビ朝日）
- CX NUDE DV（フジテレビ）「ザ・会議室」
- 地球テレビ エル・ムンド（NHK BS1　※2012年度までは帯番組で木曜担当）
- 推理バラエティー 誰もいない部屋（NHK総合）
- ベリグ!（朝日放送）
- 万国三面大王（中部日本放送）
- 禁断の落し穴（東海テレビ）
- 2時っチャオ!（TBS）
- 知っとこ!（毎日放送、TBS）
- おもいッきりPON!（日本テレビ、2009年10月6日 - 2010年3月23日）※火曜日レギュラー
- おもいッきりDON!（日本テレビ系、2009年10月5日）リニューアル、記念すべき一回目のスペシャルゲスト
- PON!（日本テレビ）※2010年3月30日から2014年3月25日まで火曜日レギュラー。2014年4月25日から2015年9月18日まで月1回金曜日レギュラーとして出演。
- NIKKEI×BS LIVE 7PM（BSジャパン、2012年4月 - 2013年3月）
- BSマンガ夜話（NHK BS2）
- BSアニメ夜話（NHK BS2）
- みうらじゅん&山田五郎の男同志シリーズ（MONDO21）
- 小林麻耶の本に会いたい（BSジャパン、2010年1月13日、2012年6月8日）
- ぶらぶら美術・博物館（BS日テレ、2010年4月6日 - 2023年9月26日）
- 山田五郎のだべり喫茶（ファミリー劇場、2011年6月20日 - 2014年7月[33]）
- 『ザ・インタビュー〜トップランナーの肖像〜』「#435 山田五郎（評論家）×吉永みち子（作家）」（BS朝日、2019年6月22日）[16]

#### ドラマ
- 天国に一番近い男 第9話（TBS系、1999年）- 小津健二 役

#### ドキュメンタリー
- ハイビジョン特集「北の海にホッケが舞う 群れ、その神秘の物語」』(2009年10月4日、NHK BS2)
- ドキュメント72時間（NHK総合） - 毎年末の年末スペシャルに出演。
- SWITCHインタビュー 達人達「浅野忠信×山田五郎 EP1」（2025年4月18日、NHK Eテレ）[34]

#### アニメ
- ガッチャマン クラウズ インサイト（日本テレビ、2015年）- 三栖立耕造 役

### CM
- YKK AP（ナレーション）
- ENEOS（ウサゴローの中の人）
- ANALIVE/中国/ANA
- 芝浦アイランド（Web）
- FLET'S光
- サントリーBOSSコーヒー「プレミアム鉄道（仲間）篇」（2015年3月）- 豪華列車内でタモリが「産まれたての仔馬」の物まねをしているところを、笑って見ている一緒に旅する仲間としてみうらじゅんと共に出演。

### ラジオ

#### レギュラー出演
- 山田五郎と中川翔子の『リミックスZ』（JFN）

#### 番組終了
- 荒川強啓 デイ・キャッチ!（TBSラジオ、木曜）
- 山田五郎のStudio'58（USEN440）
- 山田五郎と早見優のWeekend Living（JFN）
- みうらじゅんの仮性フォーク（BARKSインターネットラジオ）
- みうらじゅんの「サブカルジェッター」〜2番目がいいんじゃない（ゲスト出演 TBSラジオ）
- Kakiiin（TBSラジオ）
- 東京REMIX族（J-WAVE）

#### 不定期出演
- 今日は一日プログレ三昧（NHK-FM）

### 映画
- 影武者（エキストラ、黒澤明監督）
- 怪奇!!幽霊スナック殴り込み！（静止画像、杉作J太郎監督）

### その他
- 溜池Now（GyaO）

### 動画配信
- YouTubeチャンネル『山田五郎 オトナの教養講座』

## 主な著書
- 『百万人のお尻学』講談社、1992年6月1日。ISBN 4-06-205588-0、ISBN 978-4-06-205588-8、OCLC 674097043 。
  - 文庫版：『百万人のお尻学─エロティシズム、ドキドキ比較文化論』講談社〈講談社+α文庫〉、1998年5月20日（原著1992年6月1日）。ISBN 4-06-256262-6、ISBN 978-4-06-256262-1、OCLC 676159286 。
- フジテレビジョン 著、フジテレビたほいや 編『たほいや 大言壮語』フジテレビ出版、扶桑社、1993年9月。ISBN 4-594-01258-2、ISBN 978-4-594-01258-8、OCLC 674381978 。
- 『奇妙な果実』山田五郎 監修、光栄、1996年10月1日。ISBN 4877194134、ISBN 978-4877194130、OCLC 676079925 。
- みうらじゅん、安斎肇、山田五郎、泉麻人『日本崖っぷち大賞』毎日新聞社、1998年7月。ISBN 4-620-31233-9、ISBN 978-4-620-31233-0、OCLC 675939576 。
- 『キャフェのテラスで』清水弘文堂書房、1988年4月30日。ISBN 4879508020、ISBN 978-4879508027、OCLC 673578527 。
- みうらじゅん、安斎肇、泉麻人、山田五郎『輝け！日本崖っぷち大賞』毎日新聞社、1998年12月1日。ISBN 4-620-31267-3、ISBN 978-4-620-31267-5、OCLC 675161694 。
- みうらじゅん、泉麻人、山田五郎、安斎肇『崖っぷちオヤジ―日本崖っぷち大賞完結編』毎日新聞社〈崖っぷちシリーズ〉、1999年8月1日。ISBN 4-620-31317-3、ISBN 978-4-620-31317-7、OCLC 674986803 。
- 山田五郎『日本庭園観照術―空間に秘められた石の心を読み解く悦び』枡野俊明 監修、ベネッセコーポレーション、1999年4月1日。ISBN 4828889256、ISBN 978-4828889252、OCLC 675847810 。
- キム・ハストライター（英語版）、デイビッド・ハーシュコヴィッツ（英語版） 著、細谷由依子 訳『ポップカルチャーA to Z』キム・ハストライター 編集、デイビッド・ハーシュコヴィッツ 編集、山田五郎 日本語版監修、グラフィック社、2000年7月。ISBN 4766111443、ISBN 9784766111446、OCLC 674837232 。
- 伊集院光、みうらじゅん、山田五郎『ザ・会議室』光進社、2001年2月1日。ISBN 4877610561、ISBN 978-4877610562、OCLC 675965306 。
- Watch Watchers 編『よい腕時計にはワケがある─プロが本音で語る最新ブランドウオッチ50』双葉社、2001年11月1日。ISBN 4575292974、ISBN 978-4575292978、OCLC 676438833 。
- 日本経営者団体連盟 著、日経連出版部 編『新入社員に贈る言葉 2001年版』日経連出版部〈新入社員に贈る言葉〉、2000年11月。ISBN 4-8185-2010-1、ISBN 978-4-8185-2010-3、OCLC 675498095 。
- テレビ朝日『虎ノ門』うんちく王選定委員会 編『うんちくブック』双葉社、2003年9月20日。ISBN 4575295973、ISBN 978-4575295979、OCLC 676536887 。
- ジョン・マローン、ジョン・ウィリアムズ 著、石原薫 訳『偉大な、アマチュア科学者たち』山田五郎 監修、主婦の友社、2004年6月。ISBN 4-07-238724-X、ISBN 978-4-07-238724-5、OCLC 673919742 。
- 『20世紀少年白書―山田五郎同世代対談集』世界文化社、2004年10月1日。ISBN 4418045260、ISBN 978-4418045266、OCLC 675630387 。
- 『ニッポンご当地検定BOOK―歴史・文化・観光など、あなたのご当地力を問う！』山田五郎 監修、日本文芸社、2006年6月。ISBN 4537253916、ISBN 978-4537253917、OCLC 676621586 。
- ノッポン (日本電波塔株式会社)『東京タワーのノッポン』講談社、2006年7月22日。ISBN 4062135310、ISBN 978-4062135313、OCLC 169984475 。
- 『山田五郎のマニア解体新書』講談社、2006年7月29日。ISBN 4-06-213515-9、ISBN 978-4-06-213515-3、OCLC 675276828 。
- 『知識ゼロからの西洋絵画入門』幻冬舎、2008年5月23日。ISBN 4-344-90122-3、ISBN 978-4-344-90122-3、OCLC 675805825 。
- 『山田五郎が食べ歩く純情の男飯』講談社〈講談社MOOK〉、2009年3月1日。ISBN 4063793389、ISBN 9784063793383、OCLC 317925933 。
- 『知識ゼロからの近代絵画入門』幻冬舎、2009年3月7日。ISBN 4-344-90336-6、ISBN 978-4-344-90336-4、OCLC 1096387925 。
- 『銀座のすし』文藝春秋〈文春文庫 や-52-1〉、2013年6月7日。ISBN 4-16-783862-1、ISBN 978-4-16-783862-1、OCLC 853294873 。
- 山田五郎、こやま淳子『ヘンタイ美術館』ダイヤモンド社、2015年11月28日。ISBN 4-478-06608-6、ISBN 978-4-478-06608-9、OCLC 936353856 。
- 『人生を面白くする「好きになる力」』海竜社、2016年10月8日。ISBN 4-7593-1450-4、ISBN 978-4-7593-1450-2、OCLC 961805164 。
- 『へんな西洋絵画』講談社、2018年10月12日。ISBN 4065134110、ISBN 978-4065134115、OCLC 1061205761 。
- 真鍋真、山田五郎『大人のための恐竜教室』ウェッジ、2018年8月2日。ISBN 4-86310-205-4、ISBN 978-4-86310-205-7、OCLC 1050555909 。
- 北大路魯山人、ほか『はればれ、お寿司』河出書房新社〈おいしい文藝〉、2019年3月14日。ISBN 4-309-02785-7、ISBN 978-4-309-02785-2、OCLC 1099222061 。
- 小久保尊（著）、山田五郎（絵）（中国語）『别说你懂红酒』张艳辉 (中国語訳)、北京联合出版有限公司、2019年9月30日。ISBN 7559631452、ISBN 978-7559631459、OCLC 1178812087 。
- 『真夜中のカーボーイ』（単行本版）幻冬舎、2020年10月22日。ISBN 4-344-03686-7、ISBN 978-4-344-03686-4、OCLC 1224293980 。
- 『闇の西洋絵画史─第1期：5巻セット〈黒の闇〉篇』創元社〈アルケミスト双書 闇の西洋絵画史 7〉、2021年3月17日。ISBN 4-422-70141-X、ISBN 978-4-422-70141-7 。
  - 『闇の西洋絵画史─第2期：5巻セット〈白の闇〉篇』創元社〈アルケミスト双書 闇の西洋絵画史〉、2022年1月20日。ISBN 4-422-70142-8、ISBN 978-4-422-70142-4 。
  - 出版社情報：“闇の西洋絵画史”.   創元社. 2022年9月23日閲覧。
  - 補足情報：株式会社創元社「山田五郎著『闇の西洋絵画史』シリーズ堂々完結！第2期【白の闇】篇刊行！」『PR TIMES』株式会社 PR TIMES、2022年1月19日。2022年9月23日閲覧。
- 『機械式時計大全』講談社〈講談社選書メチエ 750〉、2021年8月12日。ISBN 4-06-523368-2、ISBN 978-4-06-523368-9、OCLC 1264698241 。
- 『「山田五郎 オトナの教養講座」 世界一やばい西洋絵画の見方入門』宝島社、2022年8月31日。ISBN 4-299-03254-3、ISBN 978-4-299-03254-6、OCLC 1343600599 。

## 光ディスク
- みうらじゅん（出演）、山田五郎（出演）『DVDブック みうらじゅん&山田五郎の男同志〈1〉政治編』（DVD）学研プラス、2008年12月10日。2022年9月23日閲覧。ISBN 4054039227、ISBN 978-4054039223、全国書誌番号:21545105 。
  - みうらじゅん（出演）、山田五郎（出演）『みうらじゅん&山田五郎の男同志〈2〉エコライフ編』（DVD）学研プラス、2009年3月1日。2022年9月23日閲覧。ISBN 4054040780、ISBN 978-4054040786、全国書誌番号:21553297 。
- 山田五郎アワー『新マニア解体新書』
  - 山田五郎（出演）、色羽紫（出演）『山田五郎アワー 新マニア解体新書 Ver.1』（DVD）ジェネオン エンタテインメント、2007年5月25日。2022年9月23日閲覧。ASIN B000O76T2M 。
  - 山田五郎（出演）、色羽紫（出演）『山田五郎アワー 新マニア解体新書 Ver.2』（DVD）ジェネオン エンタテインメント、2007年5月25日。2022年9月23日閲覧。ASIN B000O76T2W 。
  - 山田五郎（出演）、色羽紫（出演）『山田五郎アワー 新マニア解体新書 Ver.3』（DVD）ジェネオン エンタテインメント、2007年5月25日。2022年9月23日閲覧。ASIN B000PC6ZN4 。

### 事辞典
- 日外アソシエーツ『367日誕生日大事典』. “山田 五郎”.  コトバンク. 2022年9月23日閲覧。

### 書籍、ムック
- 第一編集局新雑誌研究部 編『学歴社会の楽しみ方［セオリー vol.4］2006-2007年度版』講談社〈講談社MOOK〉、2006年9月26日。ISBN 4063788148、ISBN 978-4063788143、OCLC 676113037 。

### 雑誌
- 「R25 2007年6月21日発売号」『R25』6月21日発売号、リクルート、2007年6月21日。Fujisan.co.jp（富士山マガジンサービス）。

### 映像資料
- 山田五郎 オトナの教養講座 (8 January 2021). ダ・ヴィンチ「モナ・リザ」はなぜ怖い？ (動画共有サービス). YouTube. 2022年9月18日閲覧.視聴時間 21分00秒。
- 山田五郎 オトナの教養講座 (30 April 2021). 【祝10万人！】山田五郎 オトナの教養講座　生配信 (動画共有サービス). YouTube. 2022年9月18日閲覧.視聴時間 1時間26分03秒。
- 山田五郎 オトナの教養講座 (22 June 2021). 【重大発表あり！？】届きました銀の盾！そして山田五郎の鉛筆画を公開【夜に駆けるの替歌も】 (動画共有サービス). YouTube. 2022年9月18日閲覧.視聴時間 19分01秒。
- 山田五郎 オトナの教養講座 (2 July 2021). 【祝20万人！】山田五郎 オトナの教養講座　第2回生配信 (動画共有サービス). YouTube. 2022年9月18日閲覧.視聴時間 1時間38分16秒。
- 山田五郎 オトナの教養講座 (7 January 2022). 【祝1周年記念！】山田五郎 オトナの教養講座　第4回生配信 (動画共有サービス). YouTube. 2022年9月18日閲覧.視聴時間 1時間59分15秒。
- 山田五郎 オトナの教養講座 (27 May 2022). 【祝40万人！】山田五郎 オトナの教養講座　第5回生配信 (動画共有サービス). YouTube. 2022年9月18日閲覧.視聴時間 2時間16分02秒。
- 読売新聞オンライン動画 (21 September 2022). メディア初登場！「山田五郎 オトナの教養講座」ワダさん、シマザキさんに直撃インタビュー【ポッドキャスト】 (動画共有サービス). YouTube. 2022年9月25日閲覧.視聴時間 50分05秒。
  - 文字版：“美術系YouTube「山田五郎 オトナの教養講座」のワダさん、シマザキさんに制作秘話を聞いてみた”. 美術展ナビ.  読売新聞グループ (2022年9月21日). 2022年9月23日閲覧。